# Université de l'Alaska du Sud-Est
L'université de l'Alaska du Sud-Est (en anglais : University of Alaska Southeast ou UAS) est une université américaine située à Juneau, en Alaska du Sud-Est, dans l'État américain de l'Alaska. Elle est l'une des trois composantes de l'université d'Alaska.

## Source
- (en) Cet article est partiellement ou en totalité issu de l’article de Wikipédia en anglais intitulé « University of Alaska Southeast » (voir la liste des auteurs).